# کهتراسب
کهتراسب (نام علمی: Miohippus) نام یک سرده از شاخه طنابداران است.